# Andreas Lund
Andreas Lund (*Kristiansand, Noruega, 7 de mayo de 1975) es un exfutbolista noruego. Se desempeñaba en posición de delantero. Se retiró en 2001 debido a una grave lesión de rodilla.

## Selección nacional
Fue internacional con la Selección de fútbol de Noruega en ocho ocasiones, consiguiendo cuatro goles.

## Clubes
| Club                    | País       | Años      |
| ----------------------- | ---------- | --------- |
| IK Start                | Noruega    | 1995-1996 |
| Molde FK                | Noruega    | 1996-1999 |
| Wimbledon Football Club | Inglaterra | 1999-2000 |
| Molde FK (cedido)       | Noruega    | 2000      |
| Wimbledon Football Club | Inglaterra | 2000-2001 |